# 壽產院命案
壽產院命案（寿産院事件、ことぶきさんいんじけん）是發生於1944年（昭和19年）4月至1948年（昭和23年）1月間，於日本東京都新宿區的嬰兒的大量殺人事件。被害者數量達100人以上。被害人數有85－169之間各種說法，比較可信的說法是103人。

## 概要

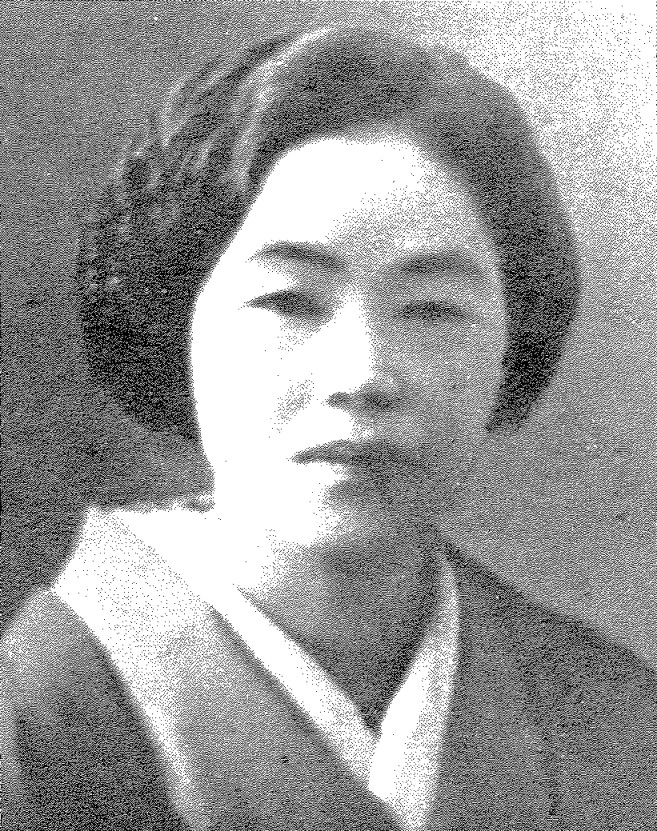
石川ミユキ

第二次世界大戰之後產生戰後嬰兒潮，有大量的嬰兒送到壽產院托育，但該院常態性的虐待嬰兒，死亡的嬰兒包含凍死、餓死和窒息死等各種死因。經營壽產院的夫婦刊登廣告，收了200名以上的嬰幼兒。該夫婦和嬰兒父母以一人收取4,000至5,000日圓的扶養費，同時和東京都申請補助金和補給品後，將補給品賣到黑市，不給嬰兒正常哺乳餵食，最終造成100人以上的死亡。

## 爆發

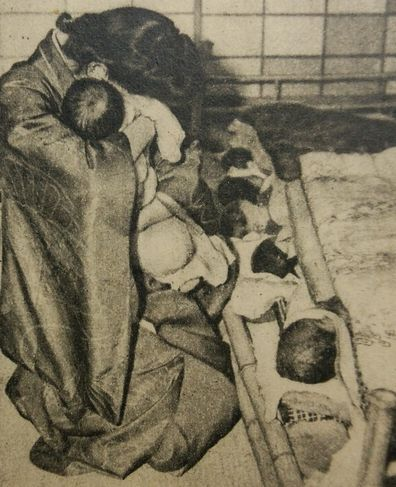
被害者母子

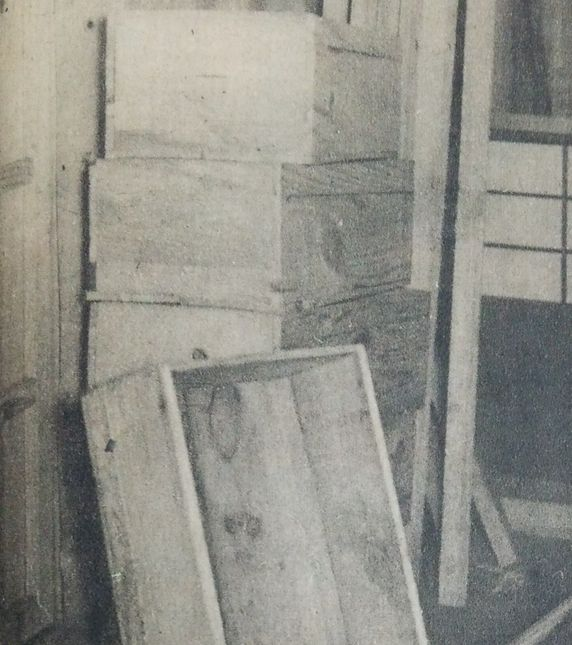
被害嬰兒的骨骸沒有被土葬，被棄置在倉庫的米櫃中

在1948年（昭和23年）1月12日，在巡邏中的兩名警官在東京・新宿區弁天町審問半夜搬運橘子箱的禮儀師時，發現箱中有4明嬰兒的屍體。1月15日，以殺人罪嫌逮捕了在新宿區柳町經營「壽產院」的主嫌石川ミユキ（當時51歳）及其夫石川猛（當時55歳）。。ミユキ在東京大學醫學院接受過助產講習，並且是牛込助產士協會（牛込産婆会）的會長，曾參選新宿區議會的議員但是落選。其夫石川猛從憲兵軍曹轉任警視廳巡察。。葬儀社的禮儀師則被保釋，石川夫婦和助手3人及偽造診斷書的醫生中山四郎也遭到起訴。
當時受理死亡證明書的新宿區公所也曾遭受質疑，當時負責的課長表示「看文件決定受理的」。

## 結束
東京地方裁判所判決，石川ミユキ的殺人罪證據不足，判處8年有期徒刑，石川猛判處4年有期徒刑、助手無罪、中山醫生禁锢4年。
1952年（昭和27年）4月、東京高等裁判所判石川ミユキ入獄4年、石川猛入獄2年。石川夫婦之後沒有消息，原壽產院所在的位置該地現在為空地。。
關於本事件，當時從嬰兒的出生來看，有「被殺了也沒有辦法」的論點，評論者宮本百合子則在1948年1月23日發行的赤旗報上評論「合法的嬰兒和不合法的嬰兒有什麼區別？」
。嬰兒的遺體在附近的宗圓寺土葬之後移至合葬墓，原本土葬的場所建立了慰靈地藏。

## 相關作品
- 安武わたる『寿産院もらい子殺し事件』
- 天ヶ江ルチカ『乳児殺人』

## 外部連結
- 寿産院・もらい子殺し事件 （页面存档备份，存于） - 事件史探究[與來源不符]